# Ulrich Eller

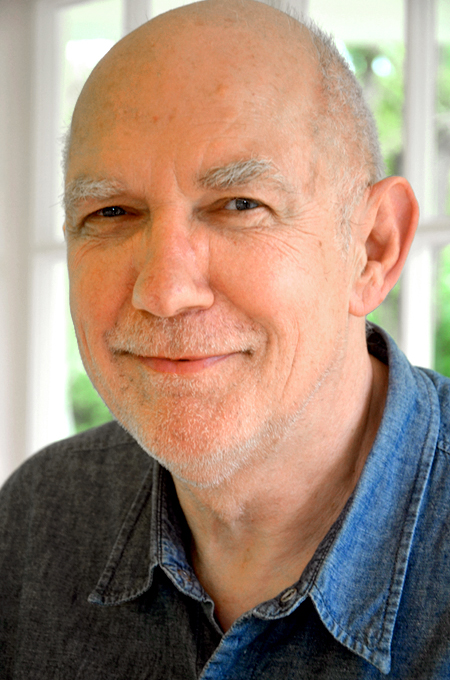
Der Klangkünstler Ulrich Eller

Ulrich Eller (* 9. Mai 1953 in Leverkusen) ist ein deutscher Künstler im Bereich installativer Klangkunst. Seine künstlerischen Arbeiten befassen sich seit 1978 mit raumbezogenen Klang- und Formschöpfungen.

## Werdegang
Nach dem Studium der Malerei bei Herbert Kaufmann an der HDK Berlin (1977 bis 1983) entstanden skulpturale Werke: Eller widmete sich Performances, begehbaren Installationen mit Klang sowie modifizierten Musikinstrumenten. 1994 erhielt er die Professur im Fach Plastik und Raum, grenzüberschreitende künstlerische Inszenierung an der FH Hannover. 2001 wurde er Professor für das Fach Klangskulptur/ Klanginstallation am Kurt-Schwitters Forum der FH Hannover. Von 2004 bis 2020 besetzte Eller die Professur für Klangskulptur und Klanginstallation an der  HBK Braunschweig. Ulrich Eller ist Mitglied im Deutschen Künstlerbund. Er lebt in Norderheistedt in Dithmarschen.

## Werke
Ende der 70er Jahre befasste sich Eller mit elektronischen Schaltungen. Aus Elektroschrott erstellt, brachte er sie in Tischkonzerte ein. Im zeichnerischen, installativen und akustischen Werk Ellers fanden Auseinandersetzungen mit verschiedenen künstlerischen Positionen statt. Wichtige Bezüge entwickelte er zu Künstlern der New Yorker Kunstlandschaft, vor allem mit John Cage, Philip Corner, Earle Brown, Christian Wolff, Terry Fox und Takehisa Kosugi. Ebenso griff er Ansätze der europäischen Avantgarde – vertreten durch Paul Panhuysen, Martin Riches, John Driscoll auf.

### Zeichnung
Eller entwickelte als Meisterschüler Herbert Kaufmanns frühzeitig eine Handschrift, deren Verläufe wiederholt im Vergleich mit Arbeiten von Cy Twombly und John Cage interpretiert wurden. Diese Verweise bezogen sich auf abstrakte Zeichen und unendliche Linien in Ellers Arbeiten, die an eine durch Kunst gestaltete Zeit erinnerten: Als Kombination von Einschreibungen auf Oberflächen und Aufnahmen der Geräusche von Stiften auf feinem und groben Papier.
Im doppelten (Auf-)Zeichnungsverfahren stellte Eller Relationen zwischen visuellen und akustischen Dimensionen der Zeichnungen her und verwendete dabei Töne als skulpturalen Stoff. Kreide, die über den Boden gezogen wurden, das Kratzen eines Gartenrechens: Solche Spuren erreichten in Ellers Zeichnungen eine Dramaturgie, die als Handschrift wirkte und in Erinnerung blieb. In seiner Anordnung ließ der Künstler akustisches Material und den Prozess seiner Herstellung direkt aufeinander verweisen, so dass er die Spur als Zeichnung (Kunst), Notation und erinnerte akustische Formung der Handschrift erhalten und ausweisen konnte. Das derartig erschlossene Material führte zu einer ganz neuen, eigenen Musik.
Über die Thematisierung akustischer Anteile modifiziert Eller unterschiedliches Material im Interesse einer Erweiterung der Wahrnehmung- leichtes Papier transformierte der Künstler dabei ebenso wie die Materialität schwerer Bodenplatten. In Ellers Skizzen, Notationen und Zeichnungen bildeten sich das Papier und andere Oberflächen  als Membrane aus, deren Eigenschaften selbst Bestandteil des jeweiligen Werks sind.

### Konzeptuelle Bespielung von Musikinstrumenten
Eller: „Meine Arbeiten sind von der Art eines kompositorischen Spiels, nicht im Sinne von Tonlagen, Akkorden und Tempi, sondern als Dialog zwischen Material, Form und Klang.“ Der Weg Ellers führt vom traditionellen Spielen auf Musikinstrumenten, besonders der E-Gitarre, zu neuartigen Techniken der Tonerzeugung auf Gitarren. Der Künstler arbeitet hier z. B. mit Instrumenten, die auf einer schwingenden Holzbühne liegen und durch vorsichtige Laufbewegungen dazu angeregt werden, das Sustain zu verändern. Durch Steine werden zunächst Tonbereiche festgelegt, die sich aber im Prozess verändern.

### Plastische Arbeiten – akustische Materialforschung und Transformationsprozesse
Für Ulrich Eller bietet der Klang die geeignete Voraussetzung, um auf verborgene Eigenschaften von unterschiedlichem Material hinzuweisen. „Meine Arbeiten sehe ich als Entwurf für eine neue, unbekannte Wirklichkeit, die sich jedem offenbart, der gewillt ist sie zu bemerken.“ Die Geräusche, die bei Zeichnungen, Einschreibungen und dem Abtasten von Oberflächen entstehen, werden mit Mikrophonen aufgenommen und als eine akustische Einschreibung an den Orten erhalten. Auf diese Weise entsteht eine besondere Verbindung von körperlich/gestischen Berührungen, die Zeichen hinterlassen. Solche Spuren werden bei Eller mit ihren Geräuschanteilen fixiert. Was bleibt, sind zwei Erinnerungsstücke eines künstlerischen Prozesses, der nun eine bestimmte Zeit, nämlich die Zeit der Entstehung, konserviert.

### Performance

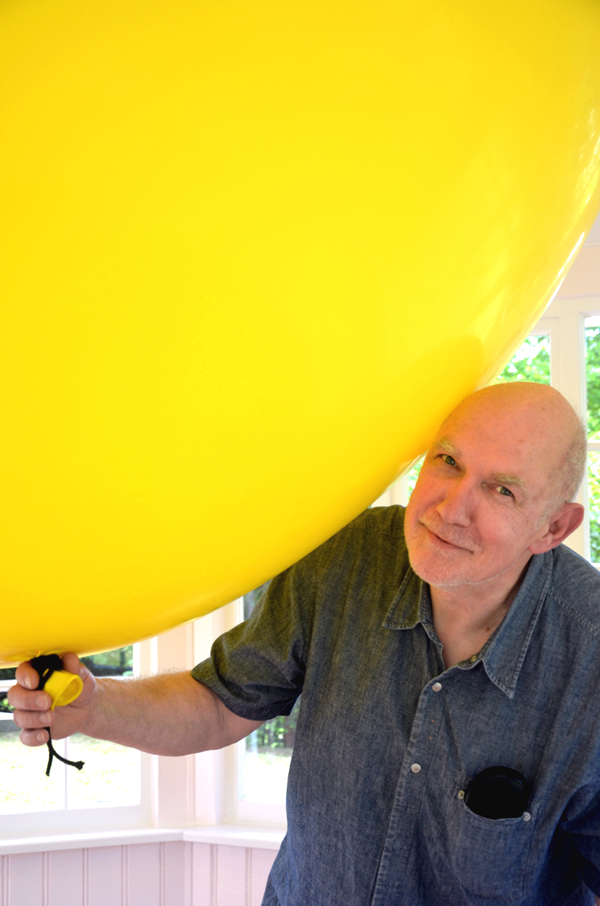
Ellers mit Klanginstallation „Ballon“;
2017 im Teepavillon auf dem Hermannshof in Völksen

Hier zeigt sich Ellers Erfahrung als Musiker. Künstlerisch werden bestimmte Ereignisse in der Zeit so angeordnet, dass sich ein unverwechselbarer Ablauf ergibt, der einer Dramaturgie folgt. Das Publikum ist als Bezugsgröße wichtiger Bestandteil des Konzepts: „Meine Arbeit vor Publikum begann mit öffentlich gemachten Handlungsprozessen, die das Entstehen eines audio-viusellen Ereignisses in Form einer Installation demonstrierten. Daraus entwickelten sich Materialprozesse, in der Regel Steine zur Klangerzeugung, als Kontraste vor Publikum. Zunächst mit diversen E-Gitarren, danach mit Klavierrasten und dann auf eigens für diese Herstellung konzipierten Saiteninstrumenten mit elektrischer Verstärkung ohne Eigenresonanz. Mit diesem Instrumentarium und als Konzeption für ein Duo erfolgte eine Reihe von Konzerten mit Paul Haubrich. Die Konzerte lebten durch die Interpretation des benutzten Materials. So wurden die spezifischen Eigenschaften von ausgewählten Steinen, wie rund, oval, leicht, schwer, rau, glatt und deren Form zum Impuls für Bewegungen auf Saiten zur Klangerzeugung.“

### Environments

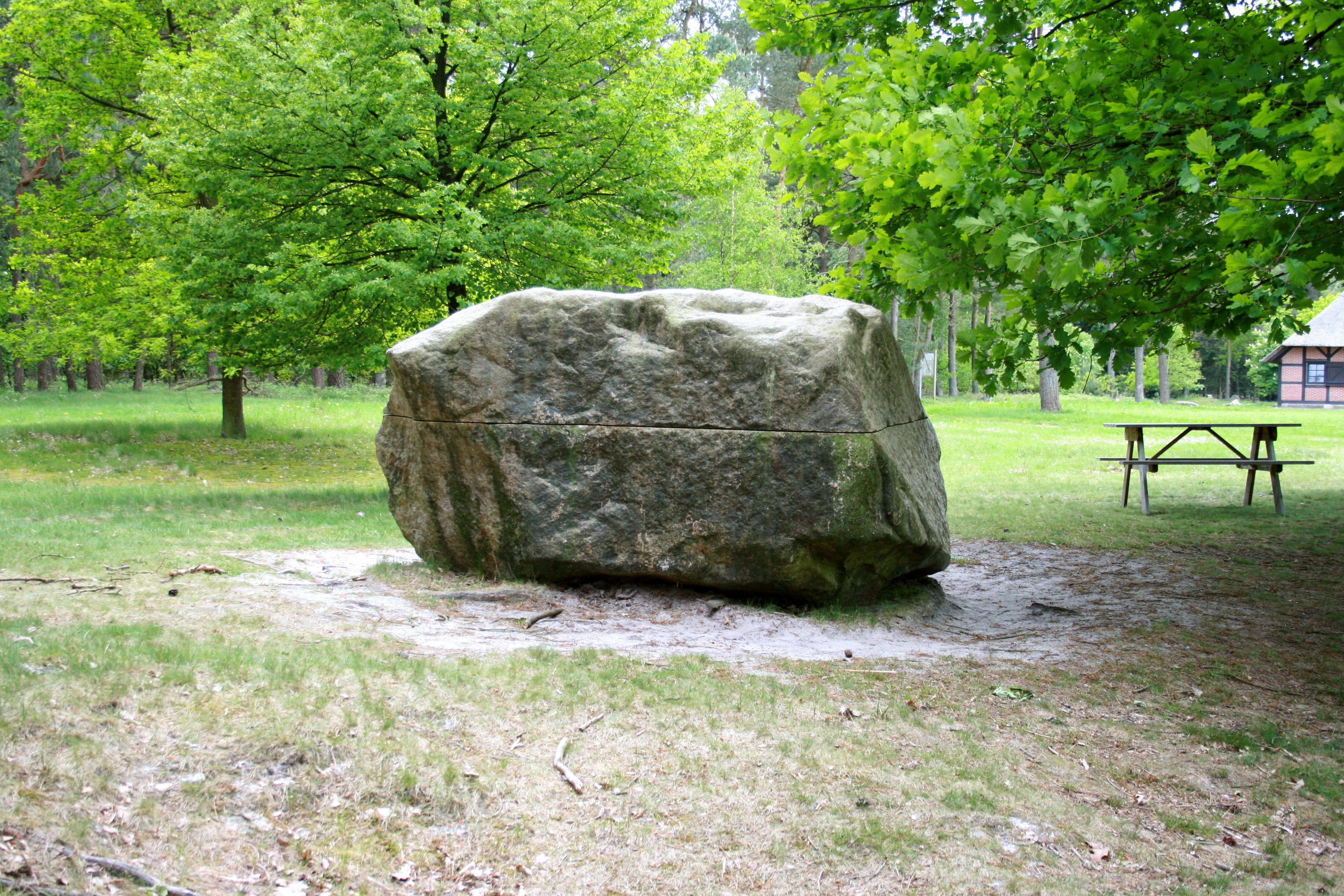
„Hörstein“, 1995;
Schäferhof, Neuenkirchen (Lüneburger Heide)

Die formale Gestaltung vorgefundener Räume erlaubt es, bestimmte Akzente des architektonischen Gefüges durch ihre Relation zum Kunstobjekt hervorzuheben. Auf diese Weise lässt Eller Details in den Fokus der Aufmerksamkeit rücken, die immer in Relation zum Raum wirken. Größen-, Material- und Lichtverhältnisse ergänzen sich.

### Gestaltete Räume
Mit seinen raumplastischen Arbeiten befragt Eller die Konstitution des architektonischen Raumes, indem der Raum selbst als Skulptur aufgefasst wird. Es sind oft extrem geringfügige Setzungen, die als künstlerische Verschiebungen die gesamte Situation neu gestalten. Dabei interessiert sich Eller für das Innen/Außenverhältnis akustischer Erscheinungen, die jene Trennungen mittels Wänden, Häuten, Schalen befragen und Durchlässigkeit und Resonanzverhältnis künstlerisch bearbeiten lassen.

## Ausstellungen, Tonträger (Auswahl)
- 1987 documenta 8, Kassel.
- 1994 Die Stillen, Skulpturenmuseum Glaskasten, Marl.
- 1996 Sonambiente, Festival für Hören und Sehen, Berlin.
- 1999 Sub Raum, ZKM, Karlsruhe.
- 1999 Das XX. Jahrhundert. Ein Jahrhundert Kunst in Deutschland, Neue Nationalgalerie, Berlin.
- 2003 Conceptualisms in Musik, Kunst und Film, Akademie der Künste, Berlin.
- 2006 Sonambiente, Klang Kunst Sound Art, Berlin.

- Ulrich Eller, Paul Haubrich: CD Lapidar II, Berlin/ Köln 1993.

## Weiterführende Literatur
- Ulrich Eller. Ausst. Kat. hrsg. v. Michael Haerdter, Künstlerhaus Bethanien, Berlin 1986, ISBN 3-923479-15-8.
- Klangräume: Bernard Baschet; Francois Baschet; Gunter Demnig; Ulrich Eller; Stephan von Huene; Rolf Julius; Christina Kubisch. Ausstellung in Verbindung mit dem Saarländischen Rundfunk (Musik im 20. Jahrhundert) und dem Institut d’Etudes Françaises. Ausst. Kat. hrsg. v. Bernd Schulz, Stadtgalerie Saarbrücken 1988, ISBN 3-925381-13-9.
- Ressource Kunst. Die Elemente neu gesehen. Ausst. Kat. hrsg. v. Georg Jappe, DuMont Buchverlag, Köln 1889, ISBN 3-7701-2436-7.
- Ulrich Eller. (Berliner Künstler der Gegenwart, Band 95), Ausst. Kat. Neuer Berliner Kunstverein, Stadtgalerie Saarbrücken, Berlin, Saarbrücken 1992, ISBN 3-925381-31-7.
- Die Stillen. Ausst. Kat. hrsg. v. Skulpturenmuseum Glaskasten, Marl 1994, ISBN 3-924790-37-X.
- Ulrich Eller. Hörstein. Ausst. Kat. hrsg. v. Ruth Falazik, Kunstverein Springhornhof/Soltau 1995.
- Das XX. Jahrhundert. Ein Jahrhundert Kunst in Deutschland. Ausst. Kat. hrsg. v. Staatl. Museen zu Berlin, Nicolaische Verlagsbuchhandlung, Berlin 1999, ISBN 3-87584-869-1.
- Sound Images. Ausst. Kat. hrsg. v. Museum of Contemporary Art, Roskilde 2006, ISBN 87-90690-17-6.
- Ulrich Eller. Konzert für Schneckenklavier mit Seebrücke & Zeichnungen. Ausst. Kat. hrsg. v. Christoph Metzger, Pfau-Verlag, Saarbrücken 2007, ISBN 978-3-89727-368-9.
- Musik-Konzepte. Sonderband. Klangkunst. hrsg. v. Ulrich Tadday, edition text+kritik, München 2008, ISBN 978-3-88377-953-9.
- Sonoric ecologies. Ostseebiennale der Klangkunst. Ausst.Kat. hrsg. v. Christoph Metzger, Saarbrücken 2008, ISBN 978-3-89727-397-9.